# Prolatiforceps thulia
Prolatiforceps thulia là một loài ruồi trong họ Asilidae. Prolatiforceps thulia được Martin miêu tả năm 1975. Loài này phân bố ở vùng Tân Bắc giới.